# Enchantress Rocks
Die Enchantress Rocks sind eine Gruppe von Rifffelsen im Archipel der Südlichen Shetlandinseln. Sie liegen 2,5 km südöstlich des Elephant Point vor der Südwestküste der Livingston-Insel.
Das UK Antarctic Place-Names Committee benannte sie 1961 nach dem britischen Robbenfänger Enchantress, der zwischen 1821 und 1822 in den Gewässern um die Südlichen Shetlandinseln operierte.